# NHL (1942/1943)
Sezon NHL 1942/1943 był 26 sezonem ligi NHL. Sześć drużyn rozegrało 50 meczów w sezonie zasadniczym. Puchar Stanleya zdobyła drużyna Detroit Red Wings. Sezon ten był pierwszy w tak zwanej Erze oryginalej szóstki, która trwała do sezonu 1966/1967, czyli 25 sezonów.

## Sezon zasadniczy
M = Mecze, W = Wygrane, P = Przegrane, R = Remisy, PKT = Punkty, GZ = Gole Zdobyte, GS = Gole Stracone, KwM = Kary w Minutach
| Drużyna             | M  | W  | P  | R  | PKT | GZ  | GS  | KwM |
| ------------------- | -- | -- | -- | -- | --- | --- | --- | --- |
| Detroit Red Wings   | 50 | 25 | 14 | 11 | 61  | 169 | 124 | 371 |
| Boston Bruins       | 50 | 24 | 17 | 9  | 57  | 195 | 176 | 364 |
| Toronto Maple Leafs | 50 | 22 | 19 | 9  | 53  | 198 | 159 | 431 |
| Montreal Canadiens  | 50 | 19 | 19 | 12 | 50  | 181 | 191 | 318 |
| Chicago Black Hawks | 50 | 17 | 18 | 15 | 49  | 179 | 180 | 361 |
| New York Rangers    | 50 | 11 | 31 | 8  | 30  | 161 | 253 | 352 |

### Najlepsi strzelcy
| Zawodnik     | Drużyna             | Mecze | Bramki | Asysty | Punkty | Kary w minutach |
| ------------ | ------------------- | ----- | ------ | ------ | ------ | --------------- |
| Doug Bentley | Chicago Black Hawks | 50    | 33     | 40     | 73     | 18              |
| Bill Cowley  | Boston Bruins       | 48    | 27     | 45     | 72     | 10              |
| Max Bentley  | Chicago Black Hawks | 47    | 26     | 44     | 70     | 2               |
| Lynn Patrick | New York Rangers    | 50    | 22     | 39     | 61     | 28              |
| Lorne Carr   | Toronto Maple Leafs | 50    | 27     | 33     | 60     | 15              |
| Billy Taylor | Toronto Maple Leafs | 50    | 18     | 42     | 60     | 2               |

## Playoffs

### Półfinały
| Detroit Red Wings – Toronto Maple Leafs | Detroit Red Wings – Toronto Maple Leafs | Detroit Red Wings – Toronto Maple Leafs | Detroit Red Wings – Toronto Maple Leafs | Detroit Red Wings – Toronto Maple Leafs | Detroit Red Wings – Toronto Maple Leafs | Detroit Red Wings – Toronto Maple Leafs |
| Data                                    | Wyjazd                                  | Wyjazd                                  | Dom                                     | Dom                                     |                                         |                                         |
| --------------------------------------- | --------------------------------------- | --------------------------------------- | --------------------------------------- | --------------------------------------- | --------------------------------------- | --------------------------------------- |
| 21 marca                                | Toronto                                 | 2                                       | 4                                       | Detroit                                 |                                         |                                         |
| 23 marca                                | Toronto                                 | 3                                       | 2                                       | Detroit                                 | Po 4 dogrywkach                         |                                         |
| 25 marca                                | Detroit                                 | 4                                       | 2                                       | Toronto                                 |                                         |                                         |
| 27 marca                                | Detroit                                 | 3                                       | 6                                       | Toronto                                 |                                         |                                         |
| 28 marca                                | Toronto                                 | 2                                       | 4                                       | Detroit                                 |                                         |                                         |
| 30 marca                                | Detroit                                 | 3                                       | 2                                       | Toronto                                 | Po dogrywce                             |                                         |
| Detroit wygrało 4:2                     |                                         |                                         |                                         |                                         |                                         |                                         |

| Boston Bruins – Montreal Canadiens | Boston Bruins – Montreal Canadiens | Boston Bruins – Montreal Canadiens | Boston Bruins – Montreal Canadiens | Boston Bruins – Montreal Canadiens | Boston Bruins – Montreal Canadiens | Boston Bruins – Montreal Canadiens |
| Data                               | Wyjazd                             | Wyjazd                             | Dom                                | Dom                                |                                    |                                    |
| ---------------------------------- | ---------------------------------- | ---------------------------------- | ---------------------------------- | ---------------------------------- | ---------------------------------- | ---------------------------------- |
| 21 marca                           | Montreal                           | 4                                  | 5                                  | Boston                             | Po dogrywce                        |                                    |
| 23 marca                           | Montreal                           | 3                                  | 5                                  | Boston                             |                                    |                                    |
| 25 marca                           | Boston                             | 3                                  | 2                                  | Montreal                           | Po dogrywce                        |                                    |
| 27 marca                           | Boston                             | 0                                  | 4                                  | Montreal                           |                                    |                                    |
| 30 marca                           | Montreal                           | 4                                  | 5                                  | Boston                             | Po dogrywce                        |                                    |
| Boston wygrało 4:1                 |                                    |                                    |                                    |                                    |                                    |                                    |

### Finał Pucharu Stanleya
| Detroit Red Wings – Boston Bruins             | Detroit Red Wings – Boston Bruins | Detroit Red Wings – Boston Bruins | Detroit Red Wings – Boston Bruins | Detroit Red Wings – Boston Bruins | Detroit Red Wings – Boston Bruins |
| Data                                          | Wyjazd                            | Wyjazd                            | Dom                               | Dom                               |                                   |
| --------------------------------------------- | --------------------------------- | --------------------------------- | --------------------------------- | --------------------------------- | --------------------------------- |
| 1 kwietnia                                    | Boston                            | 2                                 | 6                                 | Detroit                           |                                   |
| 4 kwietnia                                    | Boston                            | 3                                 | 4                                 | Detroit                           |                                   |
| 7 kwietnia                                    | Detroit                           | 4                                 | 0                                 | Boston                            |                                   |
| 8 kwietnia                                    | Detroit                           | 2                                 | 0                                 | Boston                            |                                   |
| Detroit wygrało 4:0 i wygrało Puchar Stanleya |                                   |                                   |                                   |                                   |                                   |

## Nagrody
| O’Brien Trophy:            | Boston Bruins                     |
| Prince of Wales Trophy:    | Detroit Red Wings                 |
| Calder Memorial Trophy:    | Gaye Stewart, Toronto Maple Leafs |
| Hart Memorial Trophy:      | Bill Cowley, Boston Bruins        |
| Lady Byng Memorial Trophy: | Max Bentley, Chicago Black Hawks  |
| Vezina Trophy:             | Johnny Mowers, Detroit Red Wings  |